# Марин Држић
Марин Држић (Дубровник, 1508 — Венеција, 2. мај 1567) био је драматург, писац и песник из Дубровачке републике. Средишња је личност дубровачке ренесансе.
У србистици се третира као српски писац и припадник српске те потенцијално двојно припадајући, српској и хрватској књижевној баштини.

## Биографија
Потиче из дубровачке племићке породице Држић, која је до тада већ дала књижевника Џора Држића. Та породица се у 12. веку преселила из Котора. Џоров синовац Марин Држић је исто припадао српској књижевности и изучавао се у 6. разреду у оквиру лектире за гимназије у Краљевини Србији.
Рођен је у Дубровнику од родитеља Марина Николина и Ануле (родом из Кутриља). Марин је имао још четири брата и две сестре, а име је добио по деди по мајци. Некад битна и богата породица је у његово време била сиромашна, да су је сматрали "пучком". Школовао се прво у Дубровнику, а један од учитеља био му је песник Илија Цријевић. Као стасао младић постао је 1526. године "ректор" половине католичке цркве Св. Марије. Становао је под кирију у згради женског Бенедиктанског самостана. Живео је у великој оскудици (1536), за разлику од браће, двојице трговаца и Влаха сликара. Знао је више језика и свирао више инструмената па је био принуђен да се прихвати било каквог посла.
Године 1538. Веће умољених дубровачке републике га је изабрало за оргуљаша столне цркве Св. Марије. Као драмски писац формирао се за време петогодишњих студија у Тоскани, у граду Сијени, камо је отишао у тридесетој години живота, после материјалног слома своје породице. Учио се у Италији, где је отишао исте године уз финансијску помоћ републике, са стипендијом од 30 дуката. Током студија књижевности га 1541. године општинско веће Сијене бира за вицеректора Универзитета. Био је упоредо и ректор "Куће мудрости"; радио све - и посао ректора, јер овај није тада биран. Полиција га је ислеђивала већ 1542. године, због играња у једној кућној позоришној представи. Наступао је као протагонист у улози љубавника, током извођења у једној вили, али није био кажњен, због свог високог друштвеног положаја у том граду. Са временом су његови неспоразуму са људима расли јер је био свадљив по нарави. Иако је напустио Сијену 1543. године, вратио се у Дубровник тек 1545. године. У родни град вратио се без дипломе, без звања, али обогаћен животним и књижевним искуствима каква је у то време могла пружити само космополитска средина ренесансне Италије. У Дубровнику је ступио у службу извесног проблематичног аустријског грофа Кристофа Рогендорфа, и као његов пратилац боравио у Бечу и на путу за Цариград имао прилике да упозна Србију и Бугарску.
Од 1550. године он је католички свештеник у родном граду. Упоредо обавља више дужности, јер није имао мира, тежећи ка променама и путовањима. Авантуристичког духа често од 1562. године борави у Италији, нарочито у Венецији и Фиренци. Умро је 1567. године и сахрањен у Венецији, у базилици Св. Ивана и Павла.

## Позорница
Изведена је 1548. године представа комедија "Помет" на тргу пред двором. А следеће 1549. године на истом месу се изводи пастирска игра "Тирена". Савременици и грађани Дубровника га нападају тврдећи да је реч о плагијату.
Песник је имао надимак "Видра", као други надимак је био "надгробница" а односи се на његов покој. 
У младости је писао љубавне песме које се ни по чему не издвајају изнад тадашњег просека писања петраркистичке лирике у Дубровнику.
Његово драмско дело састоји се од укупно једанаест познатих комада, од којих су неки изгубљени а неки сачувани непотпуни. Сви су настали за десетак година, између четрдесете и педесете године ауторова живота. У пастирским играма идилично и романтично преплићу се с реалистичким и комичним, у свет костимираних пастира и вила упадају сељаци из дуборовачке околине (Тирена) или смешне личности из града (Плакир и вила). Држићев основни домен је комедија. Ова динамична врста, најоригиналнија у читавој дубровачкој књижевности и најближа стварном животу, нашла је у њему свог великог мајстора, који по својим стварним дометима може да стане у први ред европских комедиографа свог доба. Произишао је из ерудитске или плаутовске комедије.
У комедији Скуп дао је дубровачку верзију Плаутове комедије о тврдици, коју су обрађивали и други писци, између осталих и Молијер и наш Стерија. Комедија Манде доноси обраду новеле о неверној жени из Бокачова Декамерона, пренесену у амбијент града супарника Котора.
Кратка фарса Новела од Станца, писана у стиху за разлику од других комедија које су све у прози, доводи у Дубровник, за време једне карневалске ноћи, једног типичног простака, „Влаха“ из унутрашњости, сељака „с ријеке Пиве“, и чини га предметом обесне шале дубровачких младића и тобожњих вила. У новели Држић критикује морал грађана Дубровника и њихове обичаје.
У великој комедији Дундо Мароје, његовом најбољем делу, приказани су, како писац каже, „нашијенци у Риму“. „Нашијеци“ су најпре Дубровчани, стари трговац Дундо Мароје који јури расипног сина Мара, Марова остављена вереница Пера, затим наши људи из других крајева, Трипче Которанин, Паво Новобрђанин и његов син Грубиша, Гулисав Хрват и др. Представа "Дундо Мароје" изведена је 1550. године.
Типичан производ ренесансног духа и разиграног медитеранског смеха, Дундо Мароје превладао је карактеристична ограничења поетике свог жанра и у мноштву шароликих епизода и ликова, међу којима су најживљи ликови слуга, ненадмашни довитљивац и спадало Помет, spiritus movens комичног заплета, њему потпуно равноправна у свим ђаволијама слушкиња Петруњела, незасити Бокчило и др, постигао раскошну пуноћу у сликању живота и високе домете у уметности комедиографије, по којима се може мерити с највећим делима ренесансне књижевности у Европи.

## Дела
- Помет (1548)
- Тирена (1549)
- Новела од Станца (1550)
- Венере и Адон (1551)
- Тирена (друго извођење 1551)
- Дундо Мароје (1551)
- Пјерин (1552)
- Џухо Крпета (1553)
- Скуп (1555?)
- Плакир (1556)
- Хекуба (1559)
- Манде
- Аркулин